# Leichtathletik-Europameisterschaften 1934/4 × 100 m der Männer

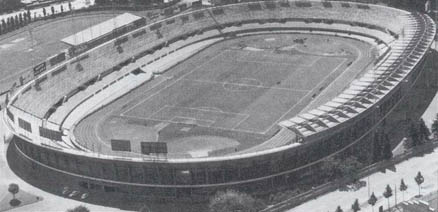
Turiner Olympiastadion – damalige Bezeichnung
Stadio Benito Mussolini

Die 4-mal-100-Meter-Staffel der Männer bei den Leichtathletik-Europameisterschaften 1934 wurde am 9. September 1934 im Turiner Stadio Benito Mussolini ausgetragen.
Europameister wurde das Deutsche Reich in der Besetzung Egon Schein, Erwin Gillmeister, Gerd Hornberger und Erich Borchmeyer. Ungarn mit László Forgács, József Kovács, József Sir und Gyula Gyenes gewann die Silbermedaille. Bronze ging an die Niederlande (Martinus Osendarp, Tjeerd Boersma, Robert Jansen, Christiaan Berger).

## Rekorde

### Bestehende Rekorde
| Weltrekord           | USA (Bob Kiesel, Emmett Toppino, Hector Dyer, Frank Wykoff)                     | 40,0 s                                              | Los Angeles, USA                                    | 7. August 1932                                      |
| Europarekord         | Deutsches Reich (Helmut Körnig, Georg Lammers, Erich Borchmeyer, Arthur Jonath) | 40,6 s                                              | Kassel, Deutsches Reich                             | 14. Juni 1932                                       |
| Meisterschaftsrekord | Einen Europameisterschaftsrekord gab es noch nicht.                             | Einen Europameisterschaftsrekord gab es noch nicht. | Einen Europameisterschaftsrekord gab es noch nicht. | Einen Europameisterschaftsrekord gab es noch nicht. |

### Europameisterschaftsrekord
Im einzigen Rennen wurde der folgende erste Europameisterschaftsrekord aufgestellt:

41,0 s (erster EM-Rekord) – Deutsches Reich (Egon Schein, Erwin Gillmeister, Gerd Hornberger, Erich Borchmeyer), Rennen am 9. September

## Durchführung des Wettbewerbs
Es gab nur vier Nationen, die an diesem Wettbewerb teilnahmen. So traten die Staffeln ohne weitere Vorläufe zum Finale an.

## Finale
9. September 1934
| Platz | Staffel            | Besetzung                                                        | Zeit      |
| ----- | ------------------ | ---------------------------------------------------------------- | --------- |
| 1     | Deutsches Reich    | Egon Schein Erwin Gillmeister Gerd Hornberger Erich Borchmeyer   | 41,0 s CR |
| 2     | Ungarn             | László Forgács József Kovács József Sir Gyula Gyenes             | 41,4 s    |
| 3     | Niederlande        | Martinus Osendarp Tjeerd Boersma Robert Jansen Christiaan Berger | 41,6 s    |
| 4     | Königreich Italien | Ulderico Di Blas Elio Ragni Mario Larocchi Edgardo Toetti        | 42,0 s    |